# Dragalia Lost ～失落的龍絆～
《Dragalia Lost ～失落的龍絆～》是一款由任天堂及Cygames共同開發的動作角色扮演遊戲，以iOS和Android系統為遊戲平台，在2018年9月27日起開始營運，並於2022年11月30日結束營運。

## 開發
2018年4月27日，任天堂收購Cygames約5%的股份，達成手機遊戲業務合作的共識。同時宣布將推出本作，並將於日本、美國、台灣、香港、澳門營運。
2018年台北漫畫博覽會中，官方宣布全球將共同使用伺服器，並支援日文、英文、繁體中文及簡體中文語言。
2018年9月27日，遊戲於日本、美國、台灣、香港、澳門正式推出，於當日突破100萬次下載。遊戲上市五天內營收超過300萬美元、第三方組織SensorTower估計首兩週營收約1600萬美元，成為當時任天堂發行的手機遊戲內首兩週營收的第三名。
2019年2月26日，遊戲於英國、愛爾蘭、加拿大、澳洲、紐西蘭、新加坡推出。
2019年7月，第三方組織SensorTower估計本作累積營收達到1億美元。
2022年3月22日，官方宣布同年7月增加的主線劇情將為最後一波更新，並預告將於更新结束后的一段时间停止运营。
2022年8月30日，官方正式宣布将于11月30日結束營運。

## 遊戲內容

### 遊戲系統
玩家於遊戲中扮演的主角能透過「龍化」化身為與其締結契約的龍，从而变得更加强力。玩家可使用单手操作，让角色作出多种動作和使用技能；如果掌握好「龍化」的時機，便可擊敗強敵。遊戲內有超過60名獨具特色的角色可成为主角冒险途中的同伴。

### 劇情綱要
主角們所居住的國家，是人類與龍族共生的王國「阿爾貝利亞」。建立這個國家的人，是獲得「龍化」能力的建國君王阿爾博流斯，此後王國便由其子孫統治至今。王族成員擁有能夠和龍族締結契約的潛在能力，只要與龍族締結契約，就能得到龍化能力與王位繼承權。阿爾貝利亞王國的大都市有被稱為「聖片」的稀有遺物。蘊藏於其中的魔力可以抵禦來自魔獸的襲擊。然而某一天，王都索魯・阿爾貝利亞的聖片突然失去了力量。若不去尋找新的聖片並將其帶回，王都將會陷入破滅危機。主角為了尋找新的聖片而踏上了旅程。

### 角色介紹

#### 人物
尤帝爾（聲：內山昂輝）
遊戲主角，阿爾貝利亞王家的第七王子。和雙胞胎妹妹潔西雅及妖精那姆彼此互助合作、一同生活。總是面帶笑容，個性開朗充滿精神。擁有面對危急時的勇氣，以及敬愛他人的溫柔。
（聲：茅野愛衣）
第七王子的雙胞胎妹妹，伊利亞教會中為數不多的巫女之一。雖然小時候很愛哭，但在母親過世之後個性就變得很堅強，非常重視哥哥。
（聲：尤加奈）
雙生兄妹在年幼時邂逅，不可思議的妖精。個性開朗，在一行人中時常扮演著營造歡樂氣氛的角色。「不論什麼樣的苦難，都要三人一起克服！」這是她與雙生兄妺間非常寶貴的約定。
（聲：早見沙織）
伊利亞教會的女騎士。年紀輕輕就獲得「聖騎士」之稱的稀世才女。然而，現在卻因被教會懷疑是「背叛的聖騎士」而遭到追捕。個性好強，但其實意外地藏有少女般的興趣。
（聲：小西克幸）
身手矯健的傭兵。雖然粗獷的外表和遣詞用字給人粗野的印象，但其實是個仁義人情派，秉持著信念行動。喜歡參加宴會，只是時常會超出分寸。
（聲：內山夕實）
長達數百年間，這名佛萊斯提亞的少女持續守護著封印於霧之結界下的聖城，並等待著聖城新城主的誕生。她極少表達自身的情感，家事能力是專業等級。
（聲：淺沼晉太郎）
熱愛故郷的佛萊斯提亞青年。表裡如一的直爽個性，使他常在思考前就先採取行動。雖然因為喜歡惡作劇，常受到妹妹的鐵拳制裁，但非常愛護她。

#### 龍族
耶夢加得（聲：山寺宏一）
在遠古始起便棲息在「迷霧森林」的碧龍，也是建國王阿爾博流斯最初相遇的龍族。他以其淵深博大的知識輔佐著阿爾博流斯。性格嚴厲，為龍處世公正不阿。別稱為「風暴之王」，且龍如其名能操縱天象。
墨丘利（聲：井上喜久子）
水上都市聖魯塔斯的守護龍。自古以來棲息在近海領域並守護著人類。本來是長著鰭的水棲龍族，決定要與人類共生之後，利用魔法獲得了能腳踏大地的四肢。
布倫希爾德（聲：遠藤綾）
以阿多拉火山為居所的緋龍。其本性猶如猛烈燃燒的火山熔岩為世間周知，人們唯恐誤觸她的逆鱗。另外亦有傳說阿多拉火山的噴發，是她瑪納高漲時所造成的現象。
朱庇特（聲：高山南）
支配雷電世界的輝龍。全身上下釋放出的閃電，其光芒讓人們憧憬著天上的世界。自古以來教導並指引了眾多英雄們。不知是否因生來就是超越種的關係，是個性情陰晴不定的享樂主義者。
（聲：若本規夫）
留名於格拉斯迪亞大陸南方的傳說中，毀滅了數個王朝的闇龍。因長期沐浴於人們的憎恨之中，其肉體已腐爛，其骨甚至也已被怨念所侵蝕。人們對他感到恐懼，但同時也抱有敬畏之心。

## 合作活動
- 聖火降魔錄 英雄雲集

活動期間：2019/04/26～2019/05/14
活動「FIRE EMBLEM 彼此相連的世界」開放期間限定的新模式「防衛戰」。本活動是從逼近的狄亞內魯帝國兵手中守護據點，以獲得獎勵為目標。活動期間內可獲得★5角色「阿爾馮斯」，而「馬爾斯」、「菲約爾姆」、「維洛妮卡」則在傳說召喚中期間限定登場。
- 洛克人

活動期間：2019/11/29～2019/12/16
- 怪物猎人

活動期間：2020/01/29～2020/02/17
- 聖火降魔錄 英雄雲集 第二彈

活動期間：2020/04/20～2020/05/12
- 超異域公主連結☆Re:Dive

活動期間：2020/11/30～2020/12/14
- 女神異聞錄5 亂戰 魅影攻手

活動期間：2021/01/31～2021/02/12

## 歌曲
主題曲

作詞、作曲、編曲：小林武史，主唱：DAOKO
插入曲

作詞、作曲、編曲：中田ヤスタカ，主唱：DAOKO
兩首歌曲皆收錄於2018年12月12日日本發售的DAOKO第三張專輯《私的旅行》。